# Budova pojišťovny Lloyds
Budova Lloyds je sídlem významného pojišťovacího a zajišťovacího trhu Lloyd's of London v ulici Lime Street v Londýnském obvodu City.
Autorem návrhu je architekt Richard Rogers a byla postavena v období let 1978 až 1986. Podobně jako Pompidou Centre je i tato budova navržena tak, že obslužná zařízení jako schodiště, výtahy, elektrická kabeláž a instalace je umístěna na vnějšku budovy. 12 skleněných výtahů bylo prvních svého druhu ve Velké Británii.
Stavba se skládá ze tří hlavních a tří obslužných věží obklopujících centrální obdélníkovou budovu. Hlavní zvláštností je ohromná pojišťovací místnost v přízemí, ve které se nachází známý zvon z lodi Lutine. Pojišťovací místnost je obklopena vyhlídkovými balkóny, které vytvářejí 60 metrů vysoké atrium, do kterého proniká venkovní světlo obrovským proskleným stropem. Balkóny v prvních čtyřech poschodích jsou dosažitelné pohyblivými schodišti ve vnitřku budovy. Balkóny na vyšších patrech jsou prosklené a jsou přístupné výtahy umístěnými na vnější straně budovy.
V 11. patře je umístěna jednací místnost a jídelna z 18. století, navržená roku 1763 Robertem Adamem pro hraběte z Shelbourne. Tato jídelna se původně nacházela ve starším sídle pojišťovny a byla rozebrána na kusy a přemístěna do této nové budovy.
První sídlo Lloyds z roku 1928 bylo zbouráno, aby bylo možno postavit současnou budovu. Hlavní vchod v ulici Leadenhall Street 12 byl zachován a tvoří disharmonický dodatek ke stavbě z roku 1986.